# Hidden & Dangerous 2
Hidden & Dangerous 2 — компьютерная игра в жанре тактического шутера 2003 года, посвящённая Второй мировой войне, разработанная Illusion Softworks и выпущенная компаниями Gathering of Developers и Take-Two Interactive. В игре присутствуют элементы RPG, к которым можно отнести окно инвентаря, большие локации и относительно свободный геймплей в рамках отдельно взятой миссии, а также свободный стиль прохождения.

## Сюжет
Игрок, управляя командой из 4 солдат (или из одного) Британской специальной авиационной службы (SAS) во время Второй мировой войны, должен провести ряд боевых операций в расположении врага. Действие игры проходит на различных локациях, от Бирмы до Норвегии.
Акцент в игре делается на реалистичный геймплей и жизненное оформление локаций. Оружие и транспортные средства проработаны детально. В игре очень реалистичная физика поведения предметов, например, пули способны рикошетить от стен, пробивать деревянные двери и другие препятствия, также хорошо реализована физика гранат.
В отличие от предшественника, Hidden & Dangerous, основную игру (оригинальную кампанию) можно пройти только в одиночном режиме игры. В дополнении предусмотрена возможность играть на картах из Sabre Squadron в режиме кооператива (вариант сетевой игры в котором все участники — члены одной команды; на другой стороне стоят боты). Однако, существует сборник неофициальных карт Coop Map Pack (CMP) в который включены все карты из одиночной игры, а также различные модифицированные карты.

## Неофициальные дополнения
Почти с момента зарождения Игры некоторые лица начали разбирать её на запчасти, а позже даже выпускать небольшие обновления. Появилось множество редакторов игрового мира (RevEngEd, RevEngEd 2), плагин 3Ds Max для импорта/экспорта в 3ds (HD2 Tools), распаковщики .dta-архивов (DTA Unpacker) и многие другие. Немалую роль сыграли и модмейкеры Mafia: The City Of Lost Heaven. Например, некоторые .bin-файлы миссий (actors.bin, scene2.bin и несколько других) смогли открыться в Don City Editor 2 (DC:ED2). Алгоритм его работы стал основой для RevEngEd. Поскольку большая часть языковых файлов была в .txt, а текстур в .bmp или .tga, в этой сфере стали популярными Notepad++, Adobe Photoshop, GIMP и PixBuilder. Все видеоролики были записаны в .bik, благодаря чему появилась необходимость в использовании RAD Video Tools на базе QuickTime. Для редактирования других бинарных файлов существует HxD.

## Официальные дополнения
Первое и единственное дополнение к Hidden & Dangerous 2 — «Sabre Squadron» было выпущено в октябре 2004 года. Из изменений: 9 новых локаций для одиночной игры, 9 новых карт для многопользовательской игры, новые виды оружия и новый режим многопользовательской игры — Кооператив.

## Сетевая игра
После закрытия GameSpy в 2012 году, сервера Hidden & Dangerous 2 прекратили своё существование. Однако, фанаты подключались к серверам, которые были сохранены в избранном. Так продолжалось до конца 2014 года, пока поиск серверов не был перенесён на Qtracker. После этого, благодаря небольшим манипуляциям, игроки получили возможность играть на серверах, что официально никак не подкреплено, так как компания игры и её сетевой держатель уже не существуют. До сих пор активны и русские, и зарубежные фан-сообщества по этой игре. В мультиплеере представлено 4 режима игры: Кооператив, Схватка, Захват, Задания H&D2. На 2024 год работают около 20 серверов.

## Критика
| Сводный рейтинг       | Сводный рейтинг     |
| Агрегатор             | Оценка              |
| --------------------- | ------------------- |
| GameRankings          | 76,97 %             |
| Metacritic            | 75/100 (26 обзоров) |
| MobyRank              | 74/100              |
| Иноязычные издания    |                     |
| Издание               | Оценка              |
| AllGame               | [ 5 ]               |
| CVG                   | 7,7/10              |
| Eurogamer             | 9/10                |
| GameSpot              | 7,3/10              |
| GameSpy               | [ 9 ]               |
| IGN                   | 7,9/10              |
| Русскоязычные издания |                     |
| Издание               | Оценка              |
| Absolute Games        | 83 %                |
| «Домашний ПК»         | [ 12 ]              |
| «Игромания»           | 7,5/10              |
| Награды               |                     |
| Издание               | Награда             |
| Домашний ПК           | Выбор редакции      |
| ЛКИ                   | Медаль журнала      |

| Сводный рейтинг | Сводный рейтинг |
| Агрегатор       | Оценка          |
| --------------- | --------------- |
| GameRankings    | 69,67 %         |

В целом игра получила довольно неплохие рецензии:
- Британский новостной сайт видеоигр Eurogamer назвал Hidden & Dangerous 2 достойным продолжением, поставив ей 9 из 10 и отметив некоторые небольшие раздражающие моменты в игре[7].
- Другой, американский сайт видеоигр — IGN поставил игре всего 7,9 баллов из 10, назвав движок LS3D engine несколько устаревшим[10].